# Nunataki Ershova
Die Nunataki Ersova (englische Transkription von russisch Нунатаки Ершова Nunataki Jerschowa) sind eine Gruppe von Nunatakkern im ostantarktischen Coatsland.
Russische Wissenschaftler benannten sie. Der weitere Benennungshintergrund ist nicht überliefert.